# La Petite Princesse (roman)
Pour les articles homonymes, voir La Petite Princesse.
La Petite Princesse (en anglais : A Little Princess) est un roman pour la jeunesse écrit par Frances Hodgson Burnett et publié aux États-Unis en 1905. Il s'agit d'une version revue et développée de son roman-feuilleton intitulé Sara Crewe: or, What Happened at Miss Minchin's Boarding School, publié en 1888 dans St. Nicholas Magazine.
Considéré comme un classique de la littérature enfantine, le roman demeure l'une des œuvres les plus populaires de Frances H. Burnett. Il a connu de nombreuses adaptations au théâtre, au cinéma et à la télévision, donnant également lieu à des comédies musicales et à un anime.
En France, le roman est paru pour la première fois en 1891 sous le titre de Princesse Sara : aventures d'une petite écolière anglaise.

## Genèse de l'œuvre

### Publication
Sara Crewe, or What Happened At Miss Minchin's Boarding School est d'abord un roman-feuilleton paru en 1888 dans le magazine St. Nicholas Magazine, à la fin d'une période que Frances Hodgson Burnett avait passée à voyager en Europe avec sa famille. Il semble qu'il soit lui-même en partie inspiré d'un roman inachevé de Charlotte Brontë, Emma, dont les deux premiers chapitres ont été publiés en 1860 dans The Cornhill Magazine, et qui met en scène Matilda Fitzgibbon, une riche héritière au passé mystérieux, apparemment abandonnée à son sort dans une pension où l'avait placée son père.

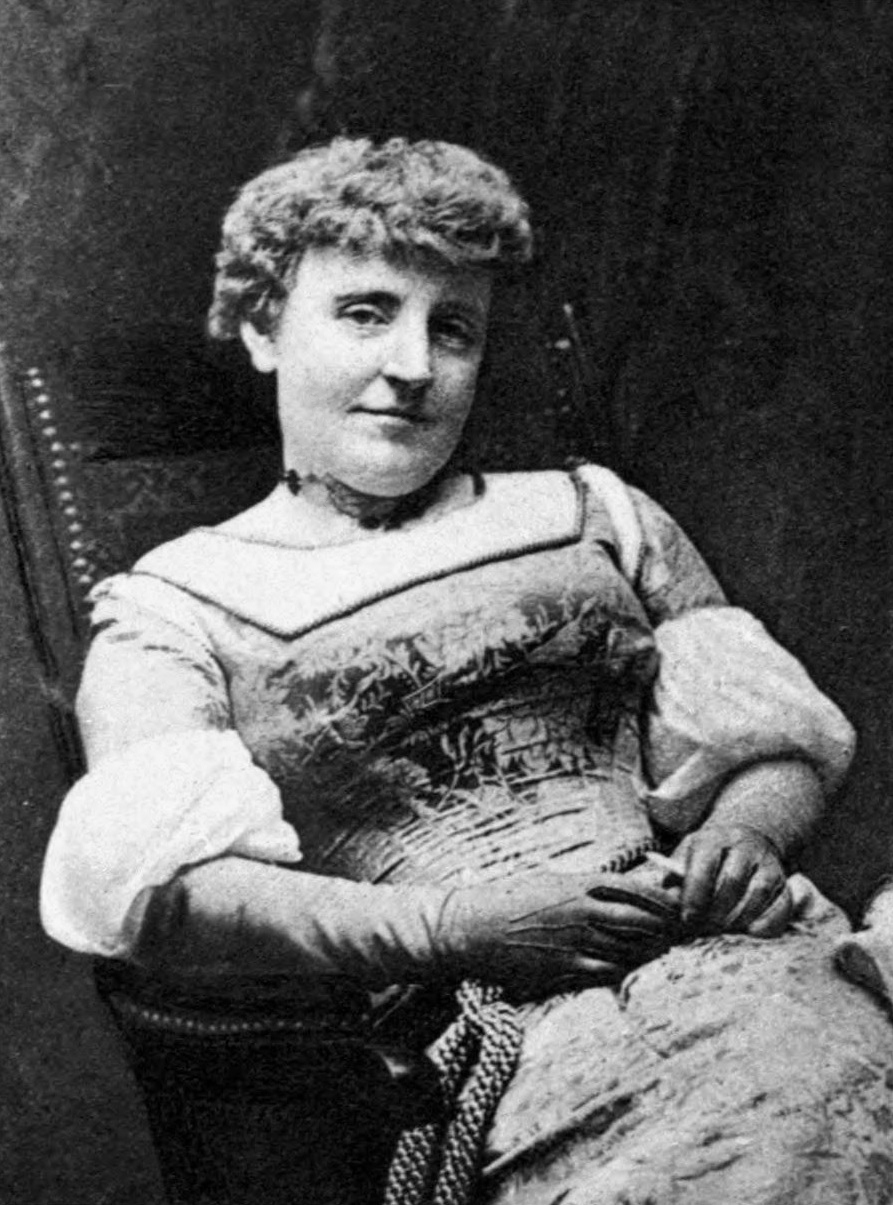
Frances Hodgson Burnett.

L'histoire est la même dans le feuilleton : Sara est confiée au pensionnat de Miss Minchin, perd son père, devient une souillon avant d'être surprise par la gentillesse du « gentleman indien » qui se révèle être l'ami du capitaine Crewe. Cependant, l'histoire est beaucoup moins détaillée dans le feuilleton, qui fait environ un tiers de la longueur du roman.
Dans le feuilleton, plusieurs personnages sont peu, voire pas du tout, détaillés. Les élèves sont souvent traitées comme un groupe ; seule Ermengarde voit son nom mentionné, et elle n'interagit avec Sara que lorsque cette dernière lui demande de lui prêter des livres. La « grande famille » n'est mentionnée que par son nom, et Sara ne les observe que de loin ; le père ne semble pas lié à M. Carrisford jusqu'à la fin.
De plus, nombre d'événements du roman n'apparaissent pas dans le feuilleton. La mort du capitaine Crewe intervient dans le premier chapitre, si bien que la vie de Sara comme élève d'honneur — y compris sa gentillesse et son don de conteuse — n'est pas racontée. En fait, dans le feuilleton, la gentillesse de Sara n'est vraiment montrée qu'au moment où elle offre des brioches à Anne.
En général, le roman détaille beaucoup d'événements simplement survolés dans le feuilleton, où les « investissements » du capitaine Crewe ne sont mentionnés que vaguement, et où de nombreuses informations révélées dans des conversations dans le roman ne sont que résumées. Cependant, il existe des détails du feuilleton qui n'ont pas été repris dans le roman. Par exemple : quand elle devient servante, Sara fréquente une bibliothèque où elle lit des histoires de femmes dans des situations désespérées qui sont secourues par des princes ou des hommes puissants. Dans le feuilleton, il est précisé que la maladie de M. Carrisford est un problème de foie.
Après avoir publié Sara Crewe, Frances Burnett revint sur son travail en 1902, pour en faire une pièce en trois actes intitulée A Little Un-fairy Princess, qui fut jouée à Londres pendant l'automne. Quand la pièce fut jouée à New York au début de l'année 1903, son titre fut réduit à la forme qui le rendit célèbre : A Little Princess ; mais à New York, le titre était The Little Princess.
La pièce rencontra un grand succès à Broadway, à la suite de quoi Frances Burnett l'adapta une nouvelle fois, cette fois sous la forme d'un roman à part entière.

## Résumé

### L'arrivée en Angleterre

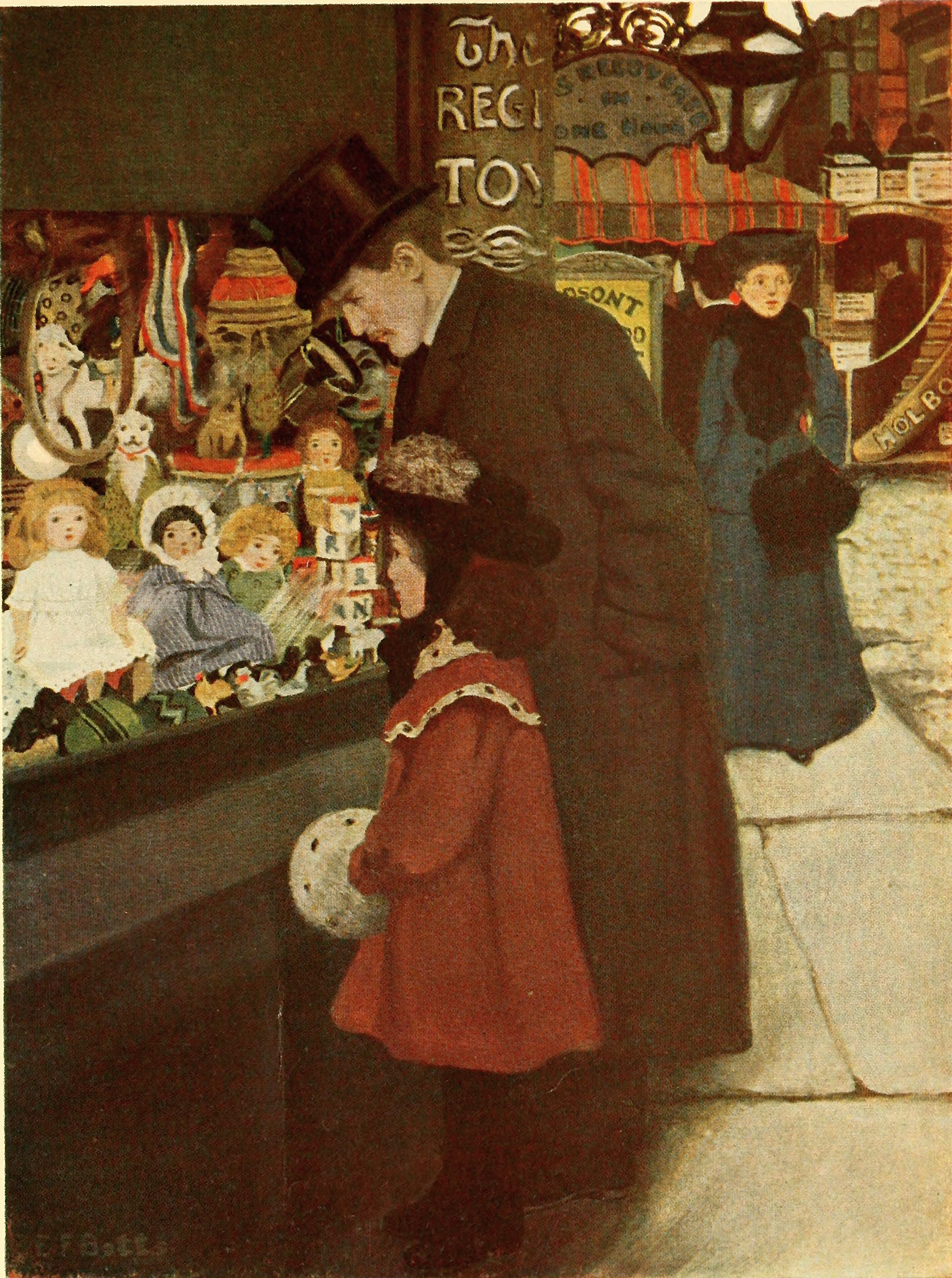
Sara cherche une poupée, en compagnie de son père. Illustration d'Ethel Franklin Betts pour une édition publiée chez Charles Scribner's Sons, 1917.

Sara Crewe, une fillette de sept ans qui a été élevée en Inde par son père, le capitaine Ralph Crewe, est envoyée à Londres pour étudier au Pensionnat de jeunes filles de Miss Minchin. Impressionnée par la fortune du capitaine Crewe, et afin de garder Sara dans son école le plus longtemps possible, Miss Minchin, la directrice, accorde à Sara un traitement de faveur. La jeune fille dispose de sa propre femme de chambre, d'un poney, d'un salon personnel et d'une garde-robe luxueuse. Elle a également le droit de faire à peu près ce qu'elle veut, et est sans cesse complimentée et montrée en exemple comme la « vedette » de l'école. Quand le capitaine Crewe devient le propriétaire de plusieurs mines de diamants en investissant toute sa fortune avec l'aide d'un vieil ami, la renommée de Sara augmente encore.
Malgré l'adulation dont elle est l'objet, Sara garde la tête froide sur sa situation. Elle est brillante, très mûre pour son âge, pleine de compassion et adorée par la plupart de ses camarades. Conteuse de talent, elle attire l'admiration de toutes les élèves du pensionnat, y compris de celles qui la dédaignent, comme Lavinia.
Sara joue à être une princesse et cherche à en acquérir les qualités : la générosité, la compassion et la politesse. Sa meilleure amie, Ermengarde, est le « cancre » de l'école ; Sara l'aide à retenir ses leçons en les transformant en histoires. Elle est aussi la « mère adoptive » d'une autre élève, la petite Lottie, avec qui elle a un fort lien affectif puisqu'elles ont toutes les deux perdu leur mère. Elle est aussi amicale avec Becky, la jeune bonne, et lui fait passer de la nourriture en cachette.

### La princesse devenue pauvre
Le jour du onzième anniversaire de Sara, un des avocats du capitaine Crewe arrive avec de mauvaises nouvelles : le capitaine Crewe est mort d'une maladie tropicale. De plus, son ami a disparu avec la fortune du capitaine, laissant Sara sans le sou. Enragée, Miss Minchin pense jeter Sara à la rue, mais se laisse convaincre de la garder chez elle comme servante. Elle reprend alors toutes les affaires de Sara et l'envoie loger au grenier, dans une mansarde misérable à côté de celle de Becky.
Depuis lors, Sara devient la bonne à tout faire de l'école, chargée notamment d'enseigner le français dans lequel elle excelle, mais surtout abrutie de corvées. Elle manque de nourriture et de vêtements décents, et est exploitée comme pouvaient l'être les enfants à cette époque. La plupart des autres domestiques de l'école, voyant cela comme une revanche sociale, prennent plaisir à donner des ordres à Sara, et beaucoup de ses anciennes camarades la méprisent.
Alors que la situation de Sara empire, elle commence à désespérer. Elle essaie de s'imaginer qu'elle et Becky sont prisonnières à la Bastille afin de se remonter le moral. Ermengarde et Lottie lui remontent aussi le moral en se rendant en cachette au grenier aussi souvent que possible.

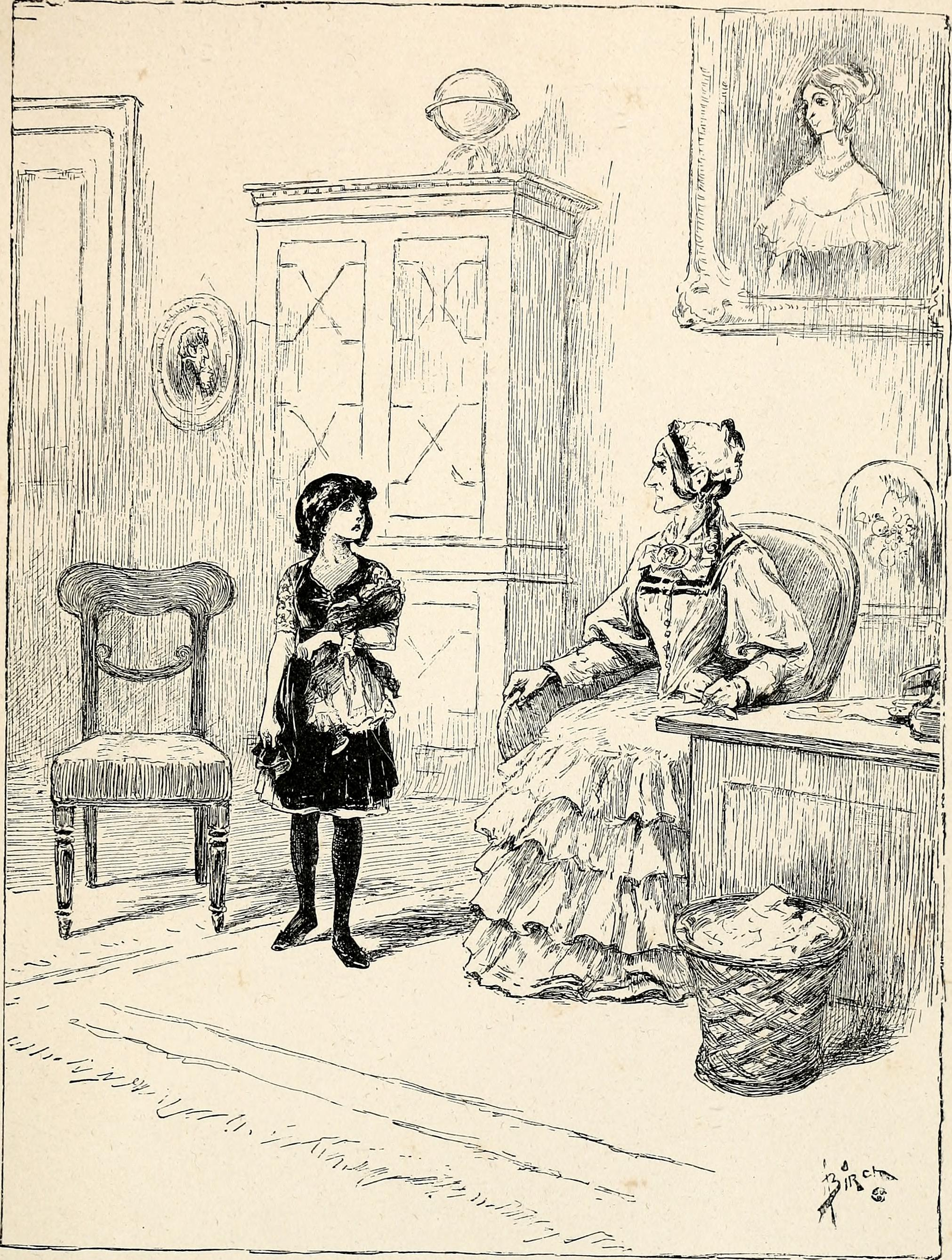
Sara face à Miss Minchin. Illustration de Reginald Bathurst Birch pour le roman-feuilleton publié chez C. Scribner's sons, New York, 1888.
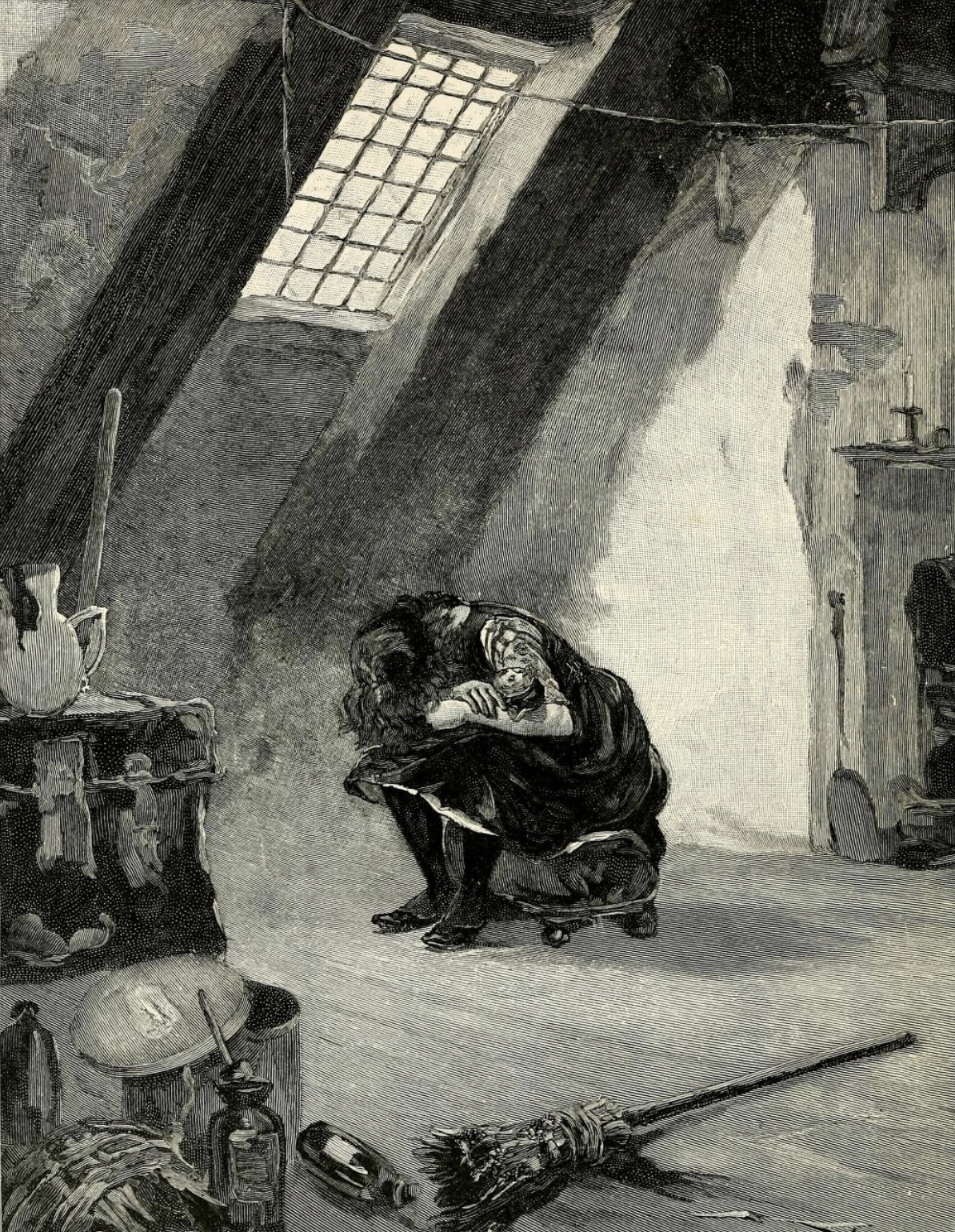
Sara et sa poupée dans la mansarde. Illustration de Reginald B. Burch, 1888.
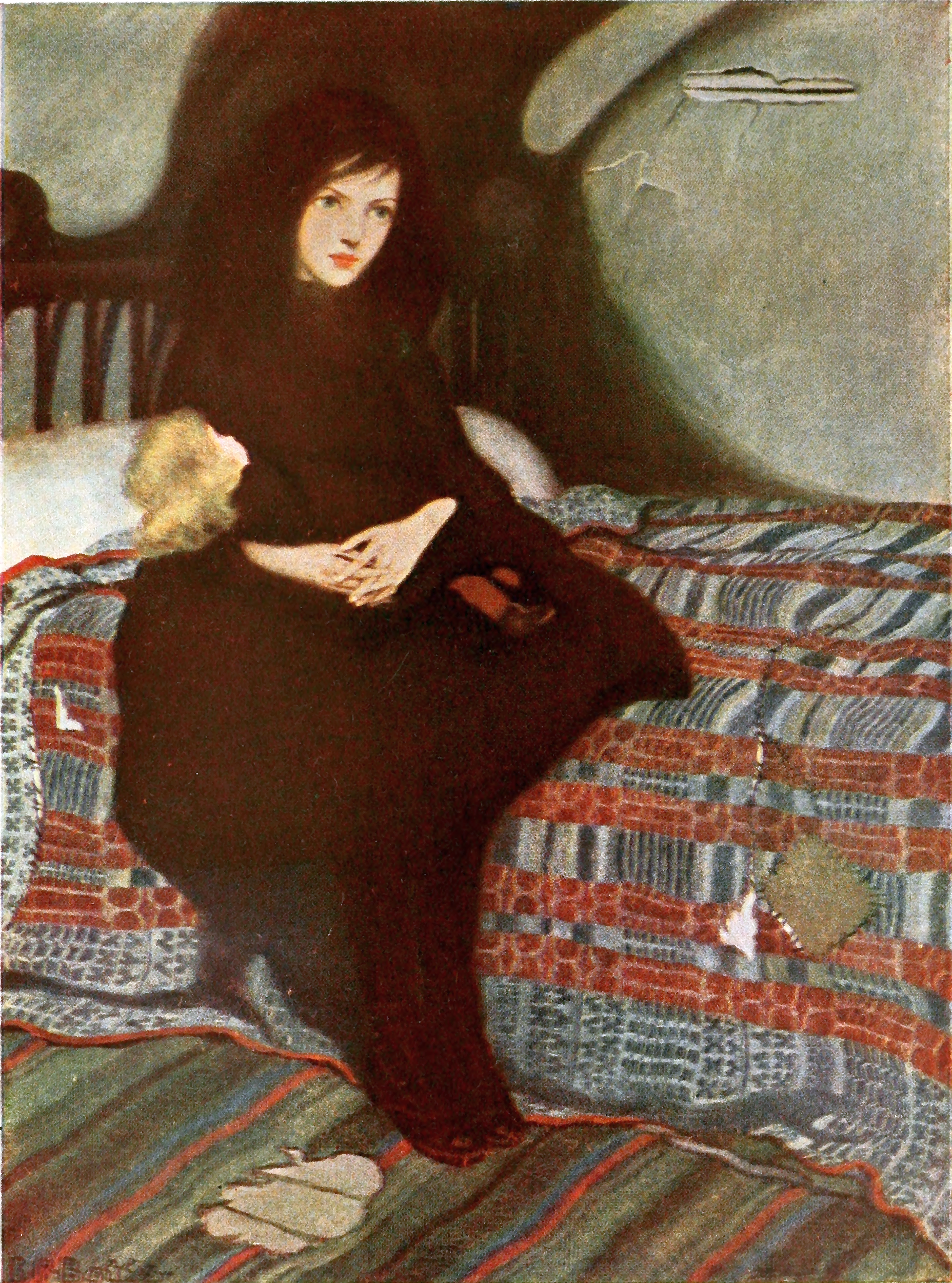
Sara et sa poupée dans la mansarde. Illustration d'Ethel Franklin Betts pour une édition publiée chez Charles Scribner's Sons, 1917.

### Le mystérieux voisin bienfaiteur

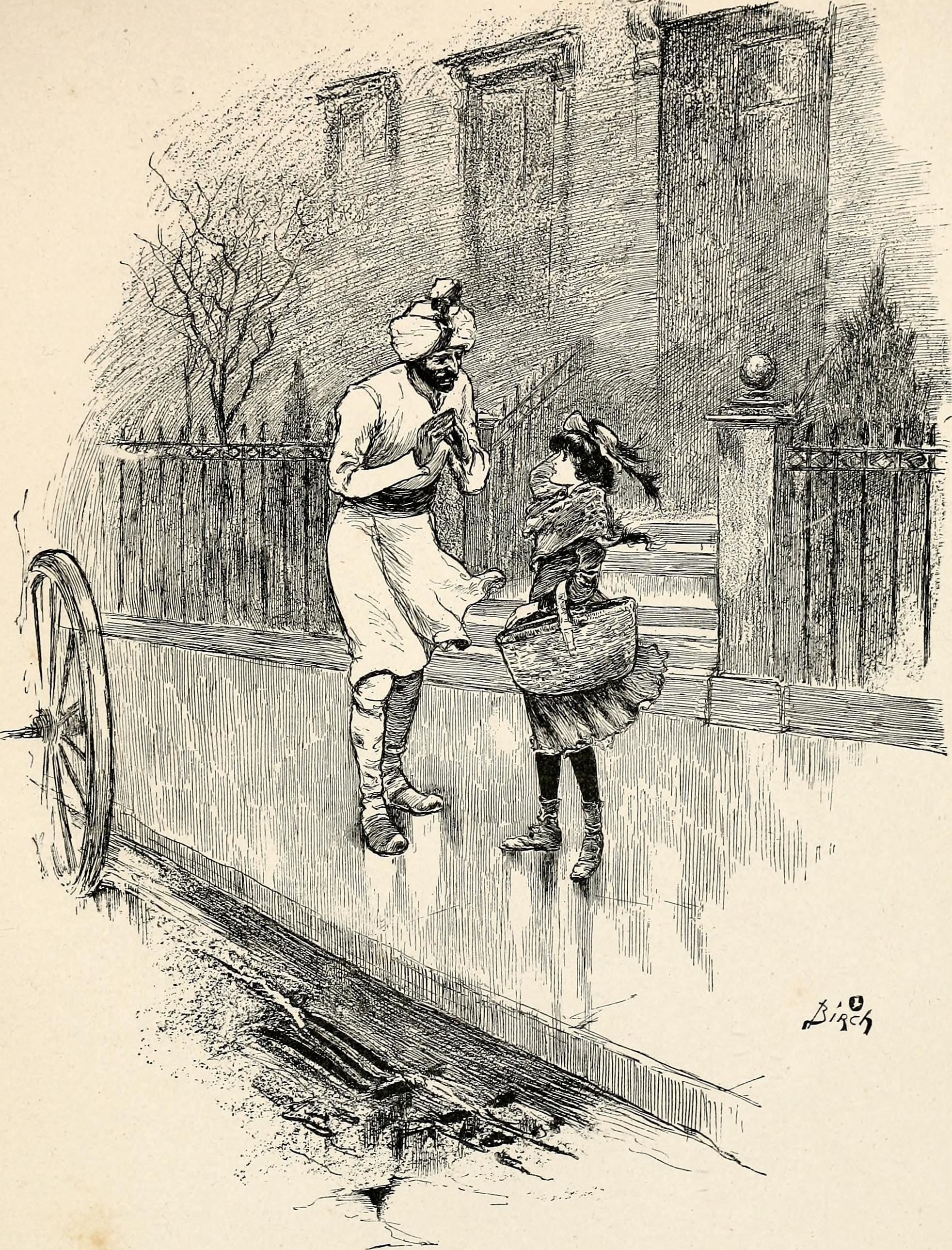
Sara et Ram Dass. Illustration de Reginald Bathurst Birch pour le roman-feuilleton publié chez C. Scribner's sons, New York, 1888.

Un jour, un homme malade et dépressif emménage dans la maison située à côté du pensionnat de Miss Minchin. Sara l'appelle le « gentleman indien » en voyant qu'on installe des objets venant d'Inde dans sa maison. Elle rencontre Ram Dass, le lascar du vieil homme, en l'apercevant à travers une fenêtre, et lui parle en hindi. Elle s'intéresse également à la famille qui vient rendre visite au gentleman indien, et la surnomme « la grande famille ». Ce que Sara ne sait pas, c'est que le vieil homme est l'ami de son père, M. Carrisford. Comme le capitaine Crewe, il a contracté une maladie tropicale en Inde, et a quitté le pays à la mort du capitaine. Cependant, il n'a pas volé la fortune du capitaine Crewe, mais au contraire, l'a augmentée. Il se sent coupable car il n'a pu retrouver la fille de Ralph Crewe pour lui rendre son argent.
Le père de la « grande famille », M. Carmichael, est l'avoué de M. Carrisford. Son travail est de retrouver Sara Crewe, ce qui l'amène à voyager en Russie et en France à la recherche d'une piste, car personne ne sait où elle se trouve. Sara et M. Carrisford vivent ainsi l'un à côté de l'autre pendant plusieurs années. Sara devient si maigre et débraillée que l'un des enfants de la grande famille, Donald, la prend pour une mendiante et lui donne une pièce. Les enfants Carmichael s'intéressent à elle car ils la trouvent trop bien élevée pour une mendiante, mais ne demandent pas son nom et passent leur chemin. Ils la surnomment « la-petite-fille-qui-n'est-pas-une-mendiante » et l'observent avec curiosité, sans se douter qu'il s'agit de la jeune fille que leur père recherche.
Ram Dass informe M. Carrisford de la vie misérable de Sara dans le grenier du pensionnat. Ensemble, ils décident de l'aider en lui faisant des cadeaux en secret. Pendant qu'elle dort ou qu'elle est au travail, Ram Dass et les autres domestiques passent par le toit et apportent des meubles, des livres et d'autres cadeaux. Chaque nuit, ils allument le feu dans la cheminée et laissent un repas pour Sara et Becky. La chambre du grenier devient chaude et confortable. Ils finissent par envoyer des vêtements luxueux à l'école pour remplacer les haillons que porte Sara. Sara croit qu'il s'agit de magie faite par quelqu'un qui pense vraiment à elle, et son moral revient. À part Becky, personne n'est au courant des changements dans la chambre de Sara. Seules Miss Minchin et sa sœur Miss Amelia s'étonnent de l'air bien nourri, du changement d'humeur et des nouveaux vêtements de la jeune fille. En fait, quand les vêtements sont envoyés à l'école, Miss Minchin craint qu'ils viennent d'un riche oncle qui s'intéresse à Sara et pourrait ne pas aimer la façon dont elle a été traitée. Elle autorise alors Sara à suivre de nouveau les cours, et lui rend sa place d'élève d'honneur.

### Le retour en grâce

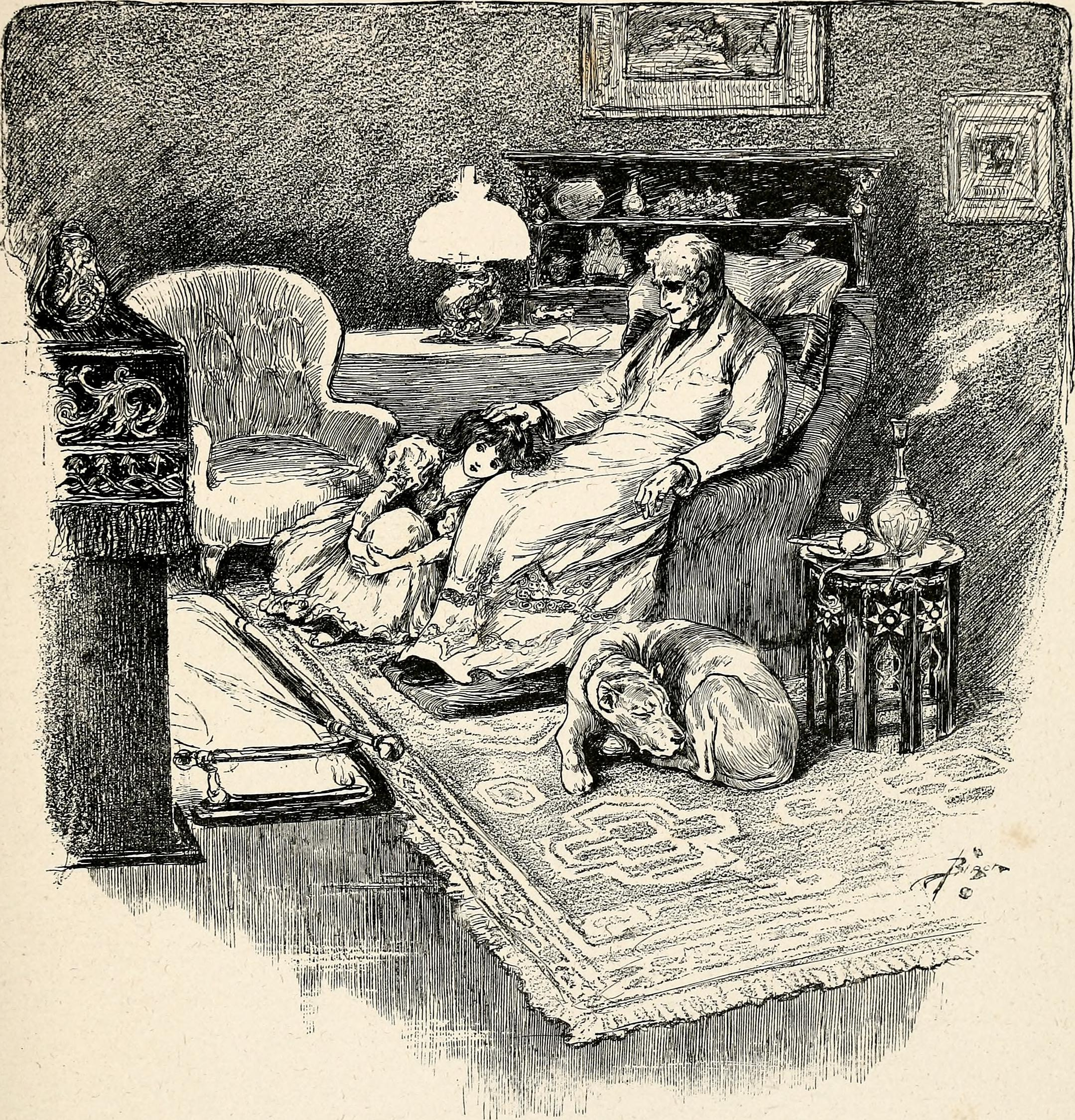
Sara et M. Carrisford. Illustration de Reginald Bathurst Birch pour le roman-feuilleton publié chez C. Scribner's sons, New York, 1888.

Un soir, le singe apprivoisé de Ram Dass va se cacher dans la chambre de Sara en passant par les toits, et elle le garde pour le protéger du froid. Le lendemain, elle se rend chez M. Carrisford pour le ramener. Elle mentionne par hasard qu'elle est née en Inde, si bien que M. Carrisford et M. Carmichael découvrent qu'il s'agit de Sara Crewe. Ils expliquent alors tout à Sara, indiquant que sa fortune a doublé et qu'ils la garderont en sécurité jusqu'à ce qu'elle ait l'âge d'en disposer.
Miss Minchin rend visite à Sara pour la récupérer, mais on lui apprend que Sara vivra désormais avec M. Carrisford ; non seulement sa fortune est restaurée, mais elle est désormais l'héritière de mines de diamants. Miss Minchin tente de rétablir la situation, allant jusqu'à menacer de poursuites judiciaires si elle ne retourne pas à l'école, et qu'elle ne reverra plus jamais aucune de ses amies, mais Sara refuse et M. Carrisford est catégorique. Miss Minchin ne réalisera amèrement les lourdes conséquences de ses actes et de sa cruauté envers la jeune orpheline que bien trop tard (en grande partie grâce à Miss Amélia, dans sa violente crise de nerfs face à son aînée en lui disant ses quatre vérités), et devra vivre avec cela pour le reste de sa vie.
M. Carrisford devient le tuteur de Sara. Becky quitte alors le pensionnat de Miss Minchin pour devenir la demoiselle de compagnie de la jeune fille. Ermengarde et Lottie viennent souvent lui rendre visite. Avec sa fortune retrouvée, Sara garde sa nature généreuse : elle imagine un projet pour donner du pain aux enfants des rues.

## Personnages

### Sara

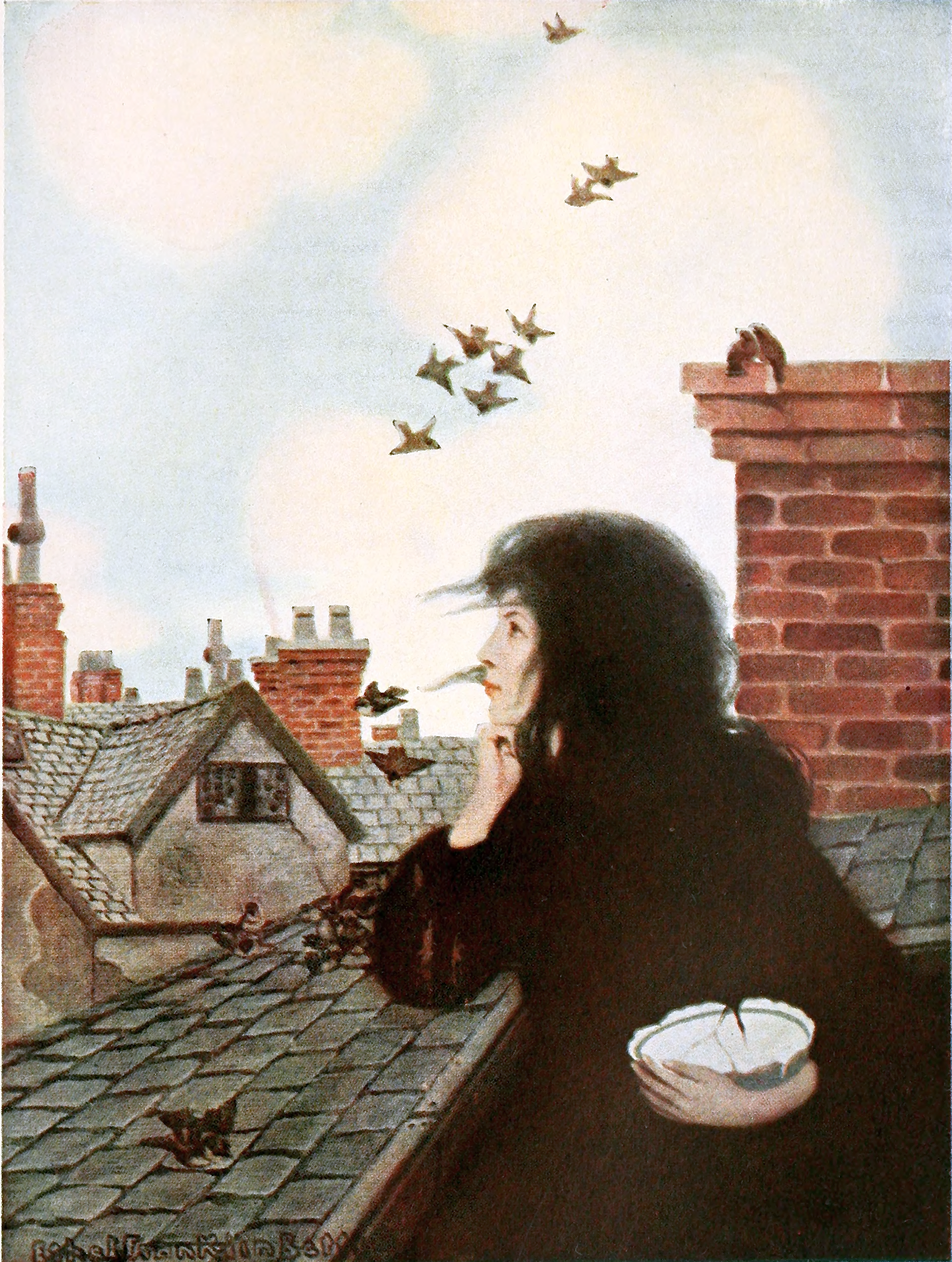
Sara donne à manger aux moineaux par l'ouverture du vasistas de la mansarde. Illustration d'Ethel Franklin Betts pour une édition publiée chez Charles Scribner's Sons, 1917.

Sara Crewe est la « petite princesse » de l'histoire. Elle est la fille unique de Ralph Crewe, un officier de l'armée britannique. Sa mère française est morte en couches. Sara a été élevée en Inde et parle hindi en plus de l'anglais et du français. Elle est très intelligente, gentille et généreuse, même si elle a reçu toute la fortune qu'elle pouvait souhaiter. Sara est également une conteuse de talent dotée d'une imagination débordante. Elle a sept ans au début de l'histoire, onze quand elle perd sa fortune, et treize environ quand elle est retrouvée par M. Carrisford.
Bien que Sara soit un personnage très positif, Frances Burnett note qu'elle n'est pas un ange. Elle a parfois un caractère impulsif, et à un moment donné, elle a du mal à se retenir de frapper Lavinia. Plus tard, elle admet qu'elle pourrait devenir enragée et tuer Miss Minchin.

### L'entourage de Sara
- Capitaine Ralph Crewe est le père de Sara. Il ne se lassait jamais d’entendre les discours bizarres de son unique enfant. Il est très lié à sa fille et ne la laisse qu'à regret au pensionnat. Encore jeune et de tempérament aventureux, le capitaine Crewe ne prend guère de précautions avec sa fortune. Le capitaine a toujours tout donné à sa fille, la gâtant à bien des égards.
- Maria Minchin ou Miss Minchin est la directrice du pensionnat. C'est une femme sèche, stricte sur les règles, qui se montre même cruelle. Par contre, elle sait être agréable envers ceux qui peuvent apporter de l'argent ou du prestige à son pensionnat. Elle ne réalise que tardivement (fin du roman) ses torts, et que ce sont sa propre cruauté et ses agissements envers Sara (et non Sara elle-même) que l'orpheline est partie définitivement de son pensionnat.
- Amelia Minchin ou Miss Amelia est la sœur de Maria Minchin. Plus aimable que celle-ci mais d'un tempérament beaucoup plus faible, Miss Amelia n'ose pas s'opposer à la directrice, qui la domine nettement en matière de personnalité et d'intelligence. Amelia n'en déchaîne pas moins sa colère contre sa sœur en apprenant leur mauvaise fortune après le départ définitif de Sara : lors d'une violente crise de nerfs, elle parvient finalement à reprocher à Miss Minchin ses cruautés envers la jeune orpheline. À partir de là, Miss Minchin a commencé à respecter et à traiter un peu plus sa sœur cadette, qui n'est finalement pas aussi sotte qu'il ne le paraissait, se révélant en fait capable d'avoir le courage suffisant pour dire des vérités que les gens n'avaient pas envie d'entendre.
- Becky est la jeune bonne à tout faire de l'école. Miss Minchin la brime et la surcharge de travail, et les autres domestiques l’utilisent parfois comme bouc émissaire. Elle est si timide que si l'on a l'occasion de lui parler, on aurait dit que ses pauvres yeux effrayés lui sortiraient de la tête. Sara l'a rencontrée lorsque Becky a dormi par accident près du foyer de sa chambre ; contrairement aux autres filles plus âgées, elle a accueilli la jeune bonne avec bonté. Becky devient l'amie de Sara quand celle-ci est encore riche, et la soutient quand elle est reléguée au grenier. À la fin du roman, elle quitte elle aussi le pensionnat pour devenir la dame de compagnie de Sara.
- Émily est la poupée de Sara. Celle-ci la considère comme une amie et une confidente, et imagine qu'elle est vivante. Quand Sara perd sa fortune, Émily est le seul bien qu'elle conserve, refusant de la donner à Miss Minchin.
- Melchisedec est un rat qui vit dans la chambre de Sara au grenier. Sara s'en occupe et le nourrit quand elle peut.
- La famille de Melchisedec, c'est avec eux que Melchisedec partage sa nourriture.

### Les élèves

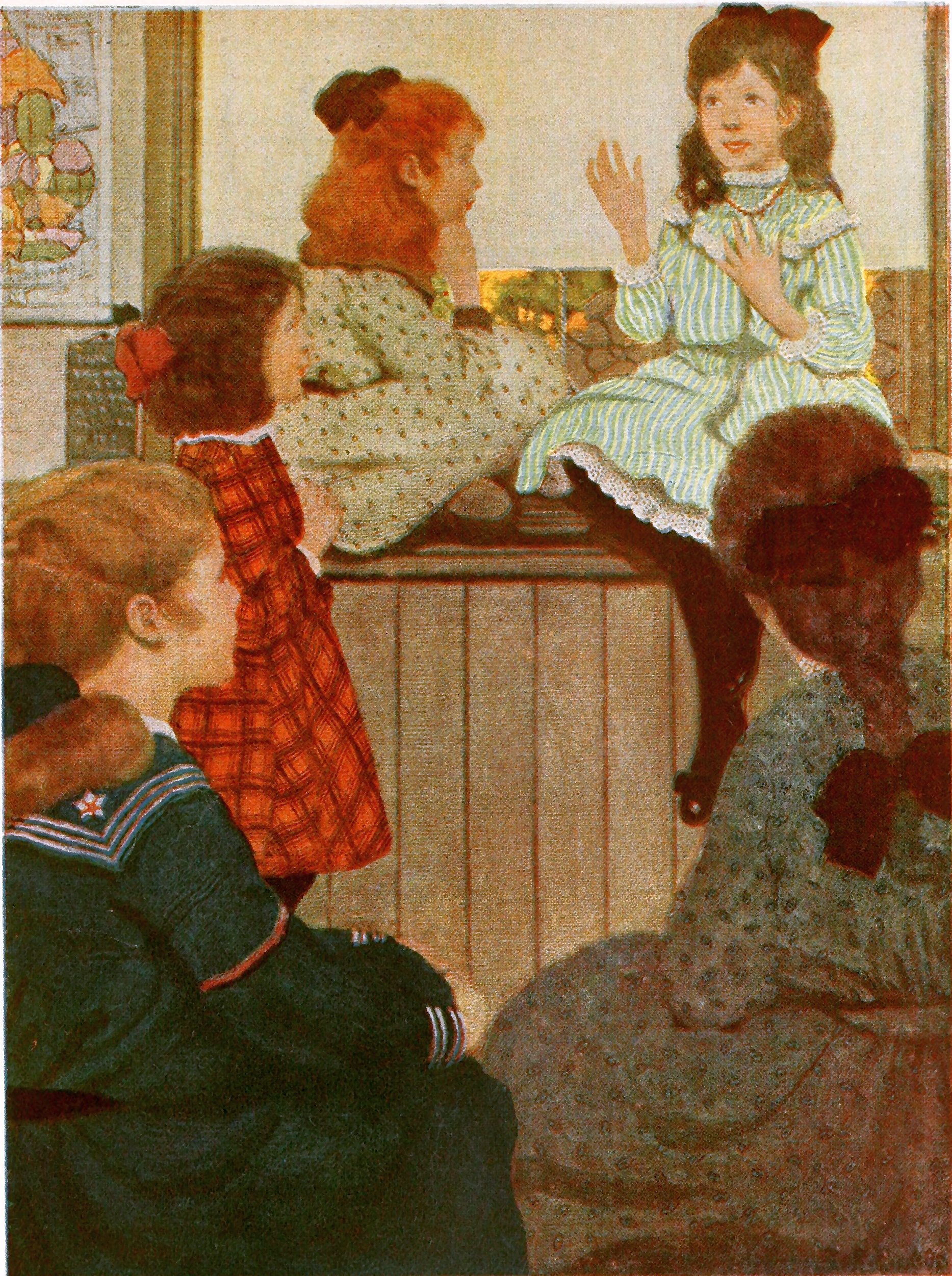
Sara raconte une histoire aux autres pensionnaires. Illustration d'Ethel Franklin Betts pour une édition publiée chez Charles Scribner's Sons, 1917.

- Ermengarde St. John est la meilleure amie de Sara à l'école. Considérée comme le « cancre » de l'établissement, elle a des difficultés en français et s'attire souvent la colère de Miss Minchin. Sara l'aide en transformant ses leçons en histoires passionnantes. Toutes deux sont de bonnes amies. Ermengarde est gentille et loyale, prouvant qu'elle tient beaucoup à Sara, peu importe qu'elle soit riche ou pauvre. Elle rend visite à Sara au grenier en dépit de l'interdiction quand celle-ci devient servante. Son père est un grand intellectuel qui attend beaucoup de sa fille. Elle a dans la tranche d'âge de Sara.
- Lottie Legh est une fillette de quatre ans qui a perdu sa mère. Elle a été gâtée à la maison, et fait souvent des caprices. Sara devient sa « mère adoptive », c'est souvent la seule personne capable de la calmer. Lottie est très attachée à Sara et vient souvent lui rendre visite au grenier en dépit de l'interdiction quand celle-ci devient servante. Elle a quatre ans au début de l'histoire, et donc dix ans à la fin.
- Lavinia Herbert était l'élève la plus riche avant l'arrivée de Sara au pensionnat ; elle est donc très jalouse de Sara. Lavinia est la seule élève avec qui Sara se dispute. Quand Sara perd sa fortune, Lavinia la ridiculise. Lavinia a treize ans au début de l'histoire, et donc dix-neuf à la fin.
- Jessie est l'amie et la confidente de Lavinia. Même si dans l'histoire elle est décrite comme « idiote », elle est tout de même dôtée d'une meilleure nature que Lavinia, et désapprouve la manière dont Sara est traitée par Miss Minchin et par Lavinia.

### Les voisins
- M. Thomas Carrisford, le « gentleman indien », habite à côté du pensionnat. On apprend qu'il est l'ami du défunt capitaine Crewe. Sara, qui ignore longtemps son identité, le surnomme le « gentleman indien » à cause des nombreux objets venus d'Inde qu'il a apportés avec lui. Il a cherché Sara pendant deux ans et s'est toujours senti responsable de la cause de la mort de son ami. Lorsqu'il retrouva Sara, il était ravi et se sentait beaucoup mieux.
- Ram Dass est le lascar de M. Carrisford, qui s'est installé à côté du pensionnat de Miss Minchin quelques années après la mort du capitaine Crewe. Il se prend d'affection pour Sara quand il l'aperçoit à travers une lucarne, devenant plus tard dans l'histoire un ami de l'orpheline. Ram Dass a un singe apprivoisé nommé Sulla, qui fait souvent des fugues. Il était « la magie » qui a aidé Sara et Becky à devenir en bonne santé et beaucoup plus positives dans les jours qui ont suivi.
- M. Carmichael est l'avocat de M. Carrisford, et le père de la « grande famille ». Son principal travail est de retrouver Sara Crewe, ce qui l'emmène en Russie et en France.
- Nora, Janet et Donald Carmichael sont trois enfants de la « grande famille ». Ils rencontrent Sara pour la première fois quand Donald donne à Sara l'argent qu'il a reçu pour Noël. Sa réponse très polie intrigue les enfants. Ils l'appellent « la-petite-fille-qui-n'est-pas-une-mendiante » et la surveillent, sans se douter qu'il s'agit de Sara Crewe, la fille que leur père recherche.

### Autres personnages
- Mariette est la femme de chambre française de Sara. Elle aime beaucoup Sara et la traite bien plus courtoisement que les autres élèves dont elle s'est occupée auparavant. Elle est renvoyée dès que Sara perd sa fortune.
- Monsieur Dufarge est le professeur de français de l'école. Il est impressionné par le français de Sara.
- M. Barrow est un des avocats du capitaine Crewe. Cet homme froid et distant est celui qui vient annoncer la mort du père de Sara, et qui suggère à Miss Minchin de garder Sara comme servante.
- Anne est une petite mendiante que Sara rencontre devant une boulangerie. Voyant qu'elle est affamée, Sara lui offre cinq des six brioches qu'elle vient d'acheter. Anne trouve un foyer quand elle est recueillie par la « femme aux brioches », et finit par travailler au sein de la boulangerie.
- La « femme aux brioches » est la propriétaire de la boulangerie. Quand Sara vient lui acheter quatre brioches avec une pièce qu'elle a trouvée dans la rue, la boulangère lui en donne six en la voyant si pauvre et si affamée. Quand Sara donne cinq de ses brioches à Anne devant la boulangerie, la boulangère est si touchée qu'elle décide de prendre la petite mendiante chez elle.

## Adaptations
L'histoire a été plusieurs fois adaptée au cinéma, au théâtre et à la télévision, ainsi qu'en bande dessinée.

### Films

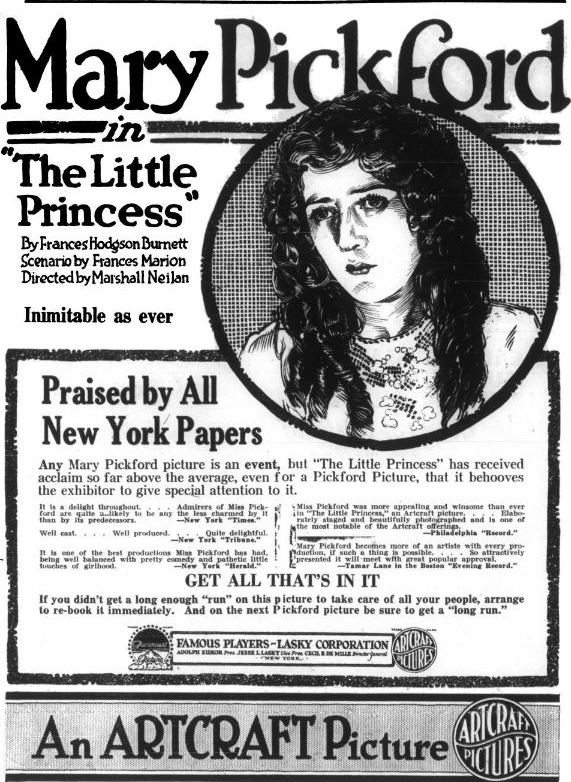
Publicité pour La Petite Princesse (1917 au cinéma), film muet américain avec Mary Pickford.

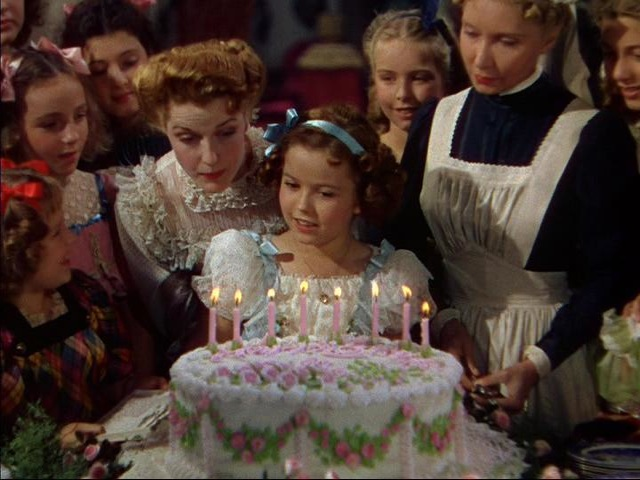
Petite Princesse (1939 au cinéma), film américain avec Shirley Temple.

Certaines versions filmées apportèrent des changements significatifs dans l'histoire. La version de 1939 présente Sara espionnant les amours interdites du professeur d'équitation et d'une maîtresse auxiliaire. La version de 1995 déplace l'action à New York pendant la Première Guerre mondiale, suivant globalement le scénario de la version de 1939. Dans cette version, il est également question d'une histoire d'amour. Sara sert de chaperon à Amelia, qui est amoureuse du laitier Francis. Elle leur donne même l'idée de s'enfuir pour pouvoir se marier sans que Miss Minchin les en empêche. Dans ces deux films, Miss Minchin découvre la transformation de la mansarde de Sara et tente de la faire arrêter pour vol. De plus, ces deux versions changent la fin de l'histoire : le père de Sara est vivant mais amnésique, et retrouve la mémoire en la voyant.
- 1917 : La Petite Princesse, film muet américain avec Mary Pickford dans le rôle de Sara et Katherine Griffith dans celui de Miss Minchin.
- 1939 : Petite Princesse (The Little Princess), film de Walter Lang avec Shirley Temple dans le rôle de Sara et Mary Nash dans celui de Miss Minchin.
- 1995 : une version philippine réalisée en 1995 avec Camille Prats dans le rôle de Sara et Jean Garcia dans celui de Miss Minchin. Ce film introduit quelques différences comme un professeur d'espagnol remplaçant le professeur de français. Il a été tourné à la suite du succès de la série animée Princesse Sarah aux Philippines.
- 1995 : La Petite Princesse, film d'Alfonso Cuarón avec Liesel Matthews dans le rôle de Sara et Eleanor Bron dans celui de Miss Minchin. Si on regarde l'adaptation française de cette version, le professeur de français, monsieur Du Farge, devient le signor Di Fargo, professeur d'italien. De plus, cette version insiste sur les origines indiennes de Sara. En effet, son histoire est mise en parallèle avec le Ramayana, récit dont les actions sont montrées au spectateur pendant que Sara conte les différentes parties de l'histoire. De plus, la trame sonore, composée par Patrick Doyle, comporte un mélange occidental et indien dans son instrumentation.

### Séries télévisées
- 1973 : série télévisée avec Deborah Makepiece dans le rôle de Sara et Ruth Dunning dans celui de Miss Minchin. Il s'agissait d'une adaptation fidèle à l'original.
- 1986 : série télévisée avec Amelia Shankley dans le rôle de Sara et Maureen Lipman dans celui de Miss Minchin. Là encore, l'adaptation était fidèle à l'original.
- 1985 : Princesse Sarah, série télévisée d'animation réalisée par le studio Nippon Animation. Composée de 46 épisodes, elle ajoute de nouveaux personnages et anecdotes à l'histoire.
- 2006 : Sōkō no Sutorein (en), série télévisée d'animation dont presque tous les personnages sont basés sur ceux des diverses œuvres de Frances Hodgson Burnett (La Petite Princesse, Le Jardin secret, Le Petit Lord Fauntleroy) mais les replace dans un monde futuriste.
- 2009 : Shōkōjo Seira, série drama japonaise.

### Comédies musicales
Depuis que l'œuvre est tombée dans le domaine public, plusieurs versions musicales de La Petite Princesse ont été produites récemment. Certaines de ces comédies musicales ont apporté des changements importants dans l'histoire, notamment celle de Sickinger, qui déplace l'action aux États-Unis pendant la Guerre de Sécession.
- Sara Crewe, Needham Community Theatre, Boston, à partir de mai 2007 ; musique, paroles et livret de Miriam Raiken-Kolb et Elizabeth Ellor.
- Sara Crewe: A Little Princess, Whetlock Theatre, Boston, 2006. Musique et livret de Susan Kosoff et Jane Staab.
- A Little Princess, TheatreWorks, Palo Alto, Californie, à partir de 2004. Musique d'Andrew Lippa ; livret de Brian Crawley ; réalisé par Susan H. Schulman
- A Little Princess, Wings Theatre, New York, 2003. Livret et réalisation par Robert Sickinger ; musique et paroles de Mel Atkey, direction musicale par Mary Ann Ivan
- A Little Princess, Children's Musical Theater San Jose, mai 2002. Livret et paroles de Tegan McLane, musique de Richard Link.
- Princesses, une comédie musicale pour Broadway, représentée en novembre 2004 et en 2005[5], met en scène des élèves d'un pensionnat jouant La Petite Princesse. Musique et livret de Cheri Steinkellner et Bill Steinkellner ; paroles et réalisation par David Zippel.

### Bandes dessinées
- Princesse Sara, par Audrey Alwett et Nora Moretti chez Soleil Productions. Série en treize tomes : le premier est sorti en septembre 2009, le second en mai 2010, le troisième en avril 2011, le quatrième en novembre 2011, le cinquième en septembre 2012, le sixième en novembre 2013, le septième en septembre 2014, le huitième en août 2015, le neuvième en septembre 2016 , le dixième en septembre 2017, le onzième tome est sorti en septembre 2018, le douzième en septembre 2019, le treizième tome en 2020 et le quatorzième tome en juin 2022. Le quinzième tome devrait paraître en septembre 2025. Seuls les quatre premiers tomes sont une adaptation de l'œuvre originale, les suivants racontent la vie de Sara adulte.
- La Petite Princesse Sara, un manga reprenant l'histoire en un seul tome, dans la collection Les classiques en Manga.

### Internet
- A Little Princess: The Vlog, transposition du roman au XXIe siècle sous la forme de blog vidéo.

### Visual Novel
- A little lily princess, adaptation girl's love du roman par Hanabira et produit par Hanako Games en 2016

## Éditions françaises
- Princesse Sarah : aventures d'une petite écolière anglaise[6],[note 1], Armand Colin, 1891. Traduit de l'anglais par Georges Lamy.
- Une petite princesse, Hachette Jeunesse, 2006. Traduit de l'anglais par Michel Laporte.
- La Petite Princesse, Gallimard Jeunesse, 2009. Traduit de l'anglais par Gismonde Curiace.
- La Petite Princesse, Archipoche, 2024. Traduit de l'anglais.